# ムワイ・キバキ
ムワイ・エミリオ・スタンリー・キバキ（Mwai Emilio StanleyKibaki, 1931年11月15日 - 2022年4月21日）は、ケニア共和国第3代大統領（2002年 - 2013年）。国家統一党 (Party of National Unity) 党首。中央州ニエリ出身。元副大統領 (1978年 - 1988年) で閣僚も経験している。洗礼名はイタリアの宣教師に因んだものだが略される場合も多い。
1963年の独立以来初めてケニア・アフリカ民族同盟 (KANU) から政権を奪取した、同国における歴史的人物である。ダニエル・アラップ・モイ政権の非民主的な状況は、彼の政権の成立によって大きく改善され、言論政治の自由や民主化が進展したことは特筆すべきである。
ただし、その後の彼の連合政治組織への裏切りやキクユ人の友人を中心とした優遇策は、彼と連合を組んだ政治家の多くから批判され、国民の反発も呼んだ。そして、憲法改正問題や2007年の大統領選挙の結果をめぐる彼の側が選挙不正を行ったという疑惑は、2007-8年の国内の政治紛争を招いた。しかし、2008年の2月にアナンの仲介によってライバルのオレンジ民主運動のライラ・オディンガと和解・連立政権を組み、二期目をスタートさせた。2012年の大統領選挙には出馬せず、翌年4月に引退した。

## 来歴
ニエリ県オタヤ地区のガトゥヤイニ村で農民のキバキ・ギシンジとテレジア・ワンジクの間に生まれる。義兄のポール・ムルルシの援助で教育を受け、マング高校で優秀な成績を修めた。キバキは高校卒業後に軍人になりたかったが、植民地総督のウォルター・クーツの決定により GEMA（キクユ族、エンブ族、メル族）共同体の出身者は植民地軍から排除された。
カンパラのマケレレ大学で経済学、歴史学、政治学を学び、1955年優秀な成績で卒業して奨学金を受けロンドン・スクール・オブ・エコノミクス (LSE) へ留学、修士学位取得後一時マケレレ大学で経済を教える。

### 政治家として
1960年のKANU結成に参加し、憲法起草に関わった。1963年にナイロビのドンホーム選挙区から国会議員に立候補し当選、以来国会議員を務めた。1963年に財務政務次官兼経済計画委員会議長、1965年に商工大臣となる。1969年からは財務・経済計画大臣となる。1974年に郷里のオタヤ選挙区に地盤を移した。同年キバキは『タイム』誌の未来の100人の指導者の一人に数えられた。
1978年にダニエル・アラップ・モイがジョモ・ケニヤッタの後任の大統領となると副大統領に選ばれた。そのまま財務大臣を続けたが1982年に内務大臣に転任、1988年に副大統領から外され、厚生大臣に転任した。
1991年12月にキバキは複数政党制を禁じた憲法の第2A条の撤廃の数日後にKANUを離れ、民主党 (DP) を結成した。1992年の大統領選挙では3位、1997年の大統領選挙では2位であった。
2002年12月27日の大統領選挙でケニヤッタ初代大統領の息子ウフル・ケニヤッタをやぶり大統領に当選、12月30日に大統領就任。当選後、キバキは連合組織や国民の期待を裏切り、その政治姿勢を問われた。そして、2005年の政府提示の改正憲法案否決などの苦しい政治状況の中、2007年末の大統領選挙を迎えた。2007年12月27日に大統領選挙が行われ、12月30日に選挙委員会はキバキの勝利を報告した。キバキの勝利宣言と一方的就任に対して、対立候補のオレンジ民主運動のライラ・オディンガ は、政府側つまりキバキ側の選挙の不正を主張（不正の可能性は今なお否定されていない）。他部族が大統領の出身部族であるキクユ族に対する攻撃を行い、暴動が起きた。これに対し警察官が発砲するなどして双方に死者が出た。各地で民族対立が激化し総死者は1500人以上に上ったが、2008年2月末には反対派と連立政権を組んだ。2013年4月9日に大統領を退任。後任はウフル・ケニヤッタであった。

### 晩年
大統領退任後は世間の目を避けて静かな余生を過ごし、健康状態が悪化したという情報もほぼ一般には報道されなかった。2022年4月22日、ウフル・ケニヤッタ大統領が前日にキバキが90歳で死去したことを公表し、生前のキバキによるケニアへの貢献をたたえた。

## 家族
- 妻：ルーシー・キバキ
- 娘：ジュディ・ワンジク
- 息子：ジミー・キバキ、デイヴィッド・カガイ、トニー・ギシンジ

## 脚註
1. ↑  David Beresford, Fred Attewill, Veteran who has struggled to live up to expectations The Guardian, December 31 2007
2. ↑  Mwai KibakiContemporary Africa Database ::: People
3. 1 2  ケニア政府公式プロフィール Archived 2009年6月11日, at the Wayback Machine.（英語）
4. ↑  Kibaki, Mwai Emilio Archived 2008年5月8日, at the Wayback Machine. Mzalendo
5. ↑  Mwangi, Denis (2022年4月22日). “Ex-President Mwai Kibaki dies, Uhuru announces” (英語). Pulselive Kenya. 2022年4月22日閲覧。
6. ↑  “Kenya mourns former president Mwai Kibaki”. ドイチェ・ヴェレ. (2022年4月22日) 2022年4月23日閲覧。